# Вулиця Ковельська (Володимир)
Ву́лиця Ковельська — одна з найстаріших і головних магістральних вулиць Володимира. Починаючись у центрі міста на перетині з вулицею Данила Галицького прямує на північ до окраїни міста.
До встановлення на теренах Західної України радянської влади називалася вулицею Пілсудського. За радянської влади перейменована на вулицю Ковельську. Ця назва збереглася до теперішніх часів.
З 16 століття вулиця носить назву, співзвучну із однойменною назвою географічного центру Волинської області, а також з її найбільшим залізничним вузлом — Ковель. Одночасно назва вулиці вказує і на її ковельський напрямок. У 1920—1930 рр. носила назву Пілсудського.

## Будівлі та установи

### Пам'ятки
- Будинок кінця XVIII століття (Ковельська, 17) — будинок, у якому, за переказами, зупинявся останній король Речі Посполитої Станіслав-Август Понятовський.
- Будинок ХІХ століття (Ковельська, 25) — автентичність втрачено
- Житловий будинок початку ХХ століття (Ковельська, 29)  — пам'ятка місцевого значення. Двоповерхова будівля з двома фасадами, які виходять на вулиці Ковельську та Драгоманова. Дата будівництва невідома. Початково на першому поверсі розташовувалась кав'ярня, на другому жили власники, підвали і піддашшя використовували для господарських потреб. Будівля спотворена рекламними вивісками та пластиковими вікнами. Рішенняи виконкому Волинської обласної ради від 22.07.85 № 228 будівля набула статусу пам'ятки місцевого значення. Деякий час у цьому приміщенні розташовувалась адміністрація державного історико-культурного заповідника «Стародавній Володимир»[1].

### Втрачені будівлі
- Магазин Шуровського
- Будинок ксьондзів

### Храми
- Костел святих Йоакима і Анни
- Церква святого Йосафата
- Церква святого Юрія Переможця

### Пам'ятники
- Пам'ятник борцям за волю України (ОУН-УПА)
- Пам'ятник воїнам-афганцям
- Пам'ятний знак «Брама П'ятницька»

### Заклади освіти
НВК «ЗОШ І-ІІІ ст. № 3 — ліцей»

### Банки
https://uk.wikipedia.org/wiki/ПриватБанк [Архівовано 31 травня 2022 у Wayback Machine.]

## Фото

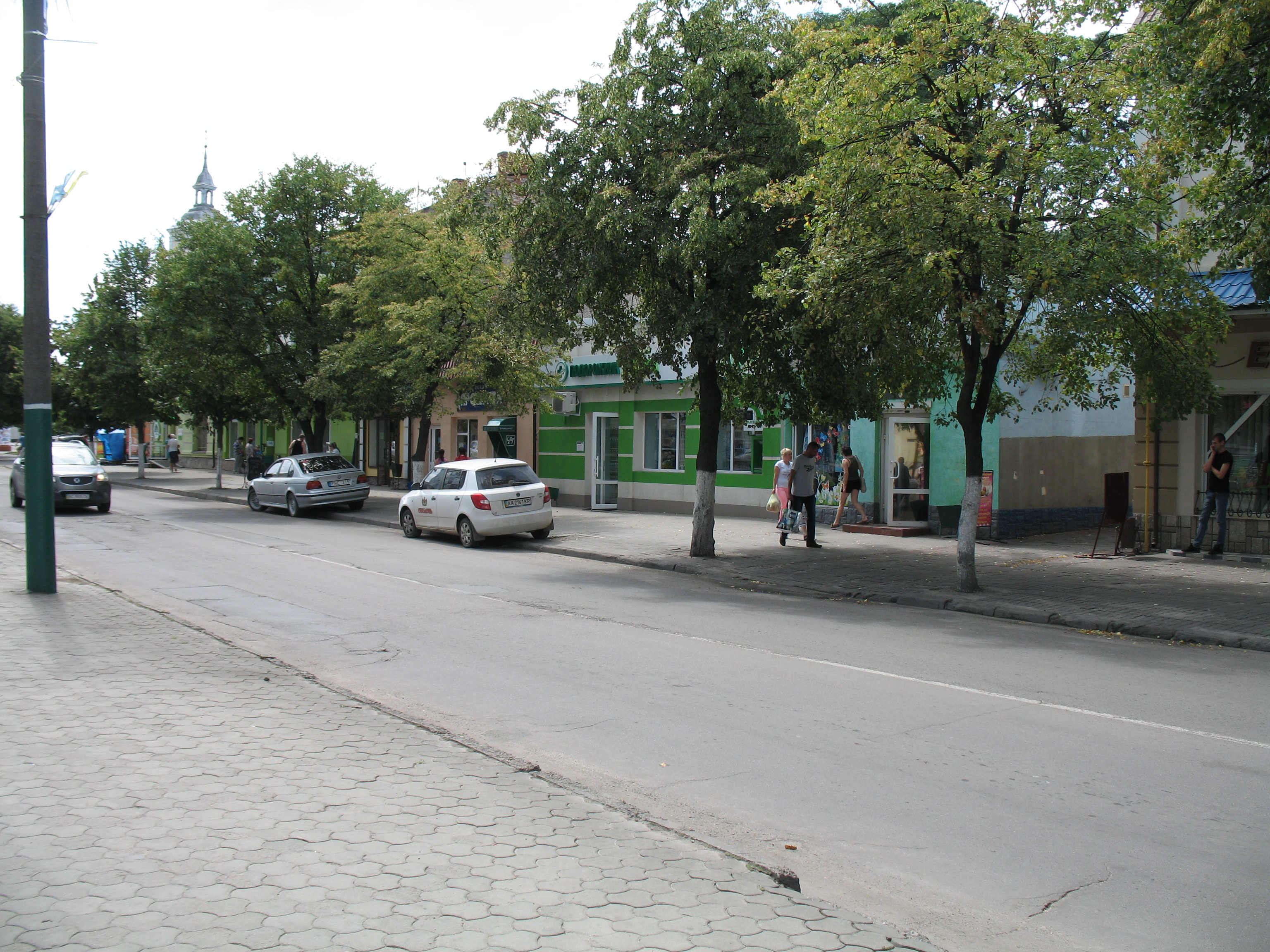
Володимир. Забудова вулиці Ковельської (в центрі)
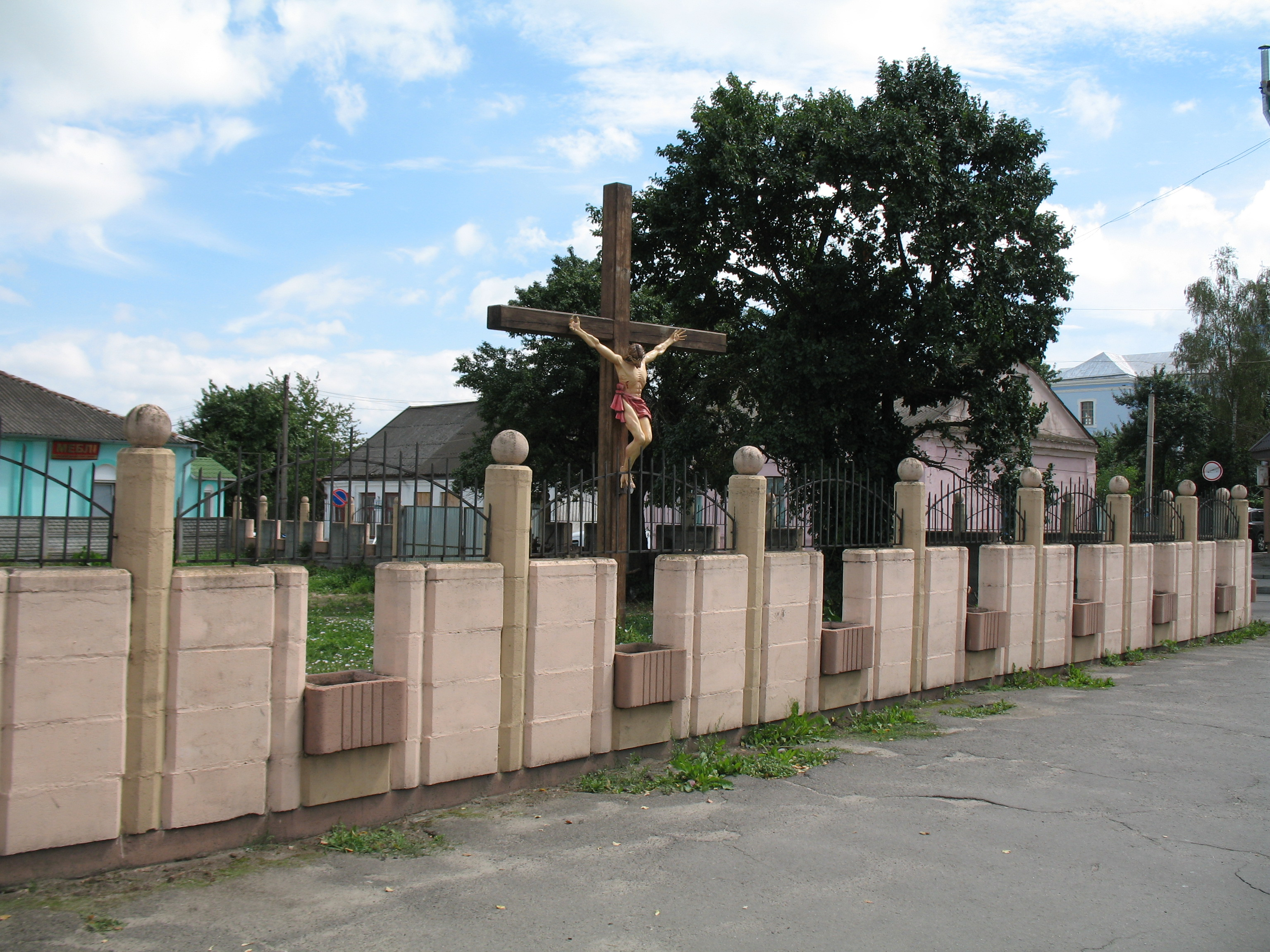
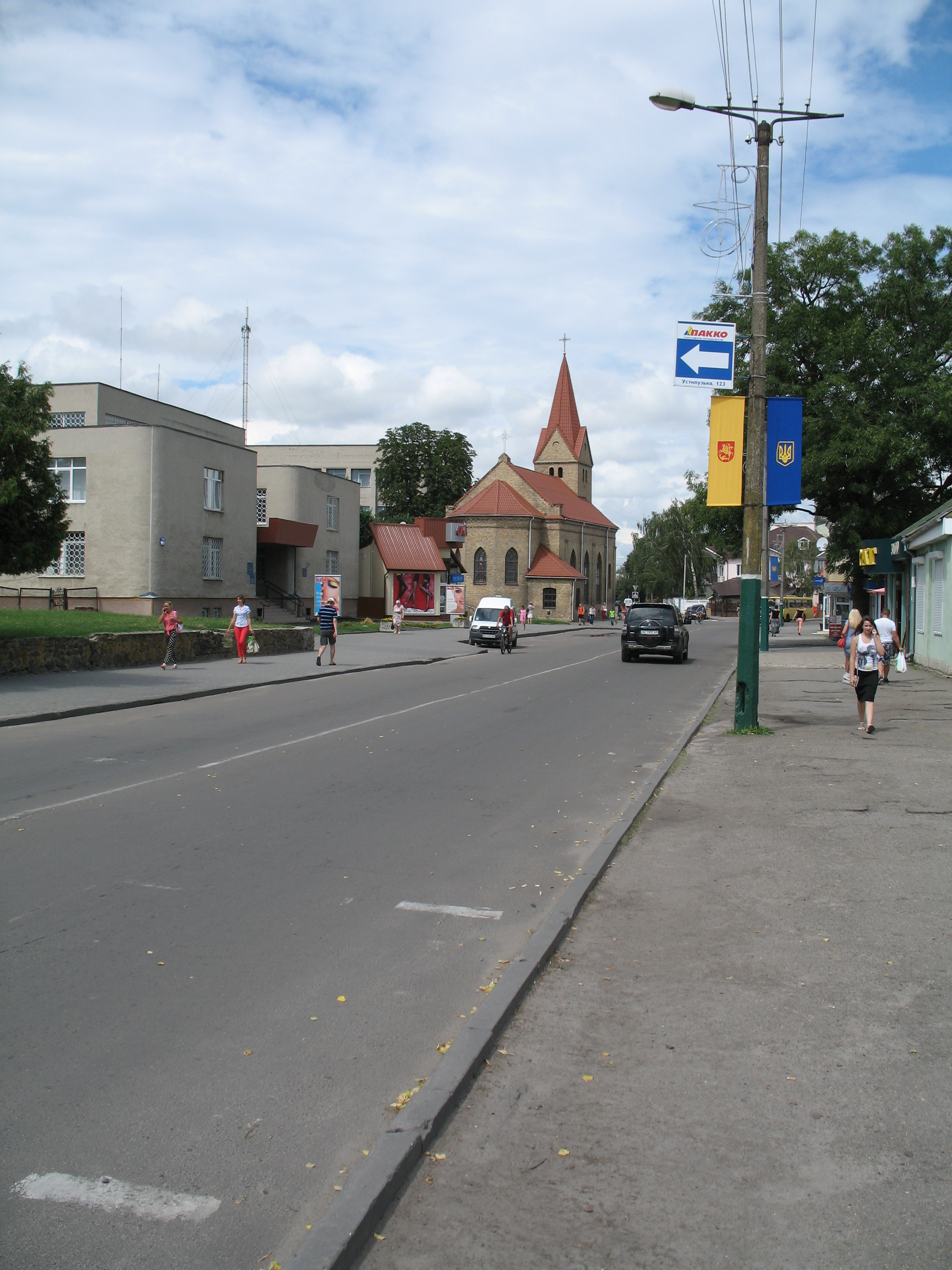
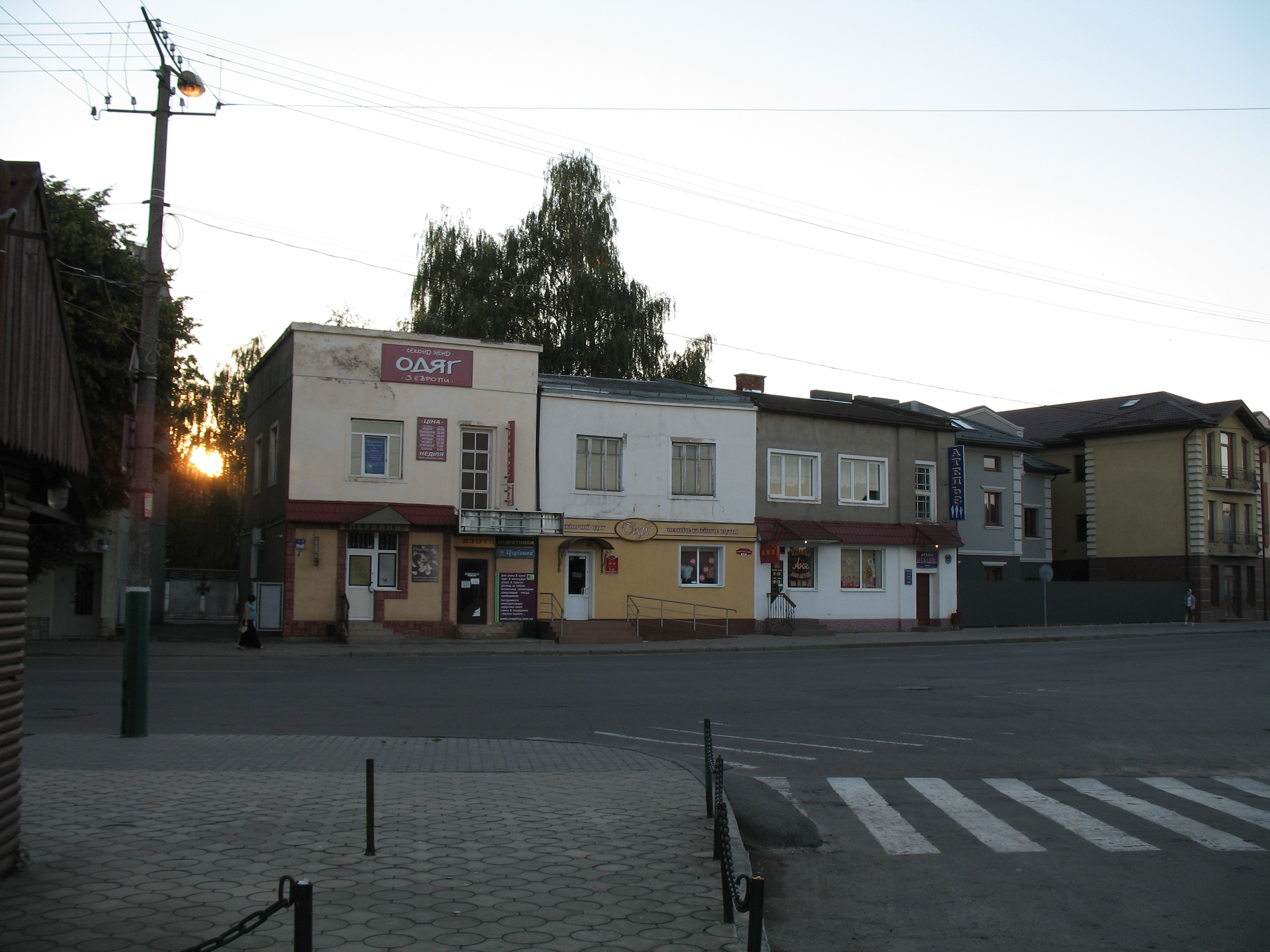
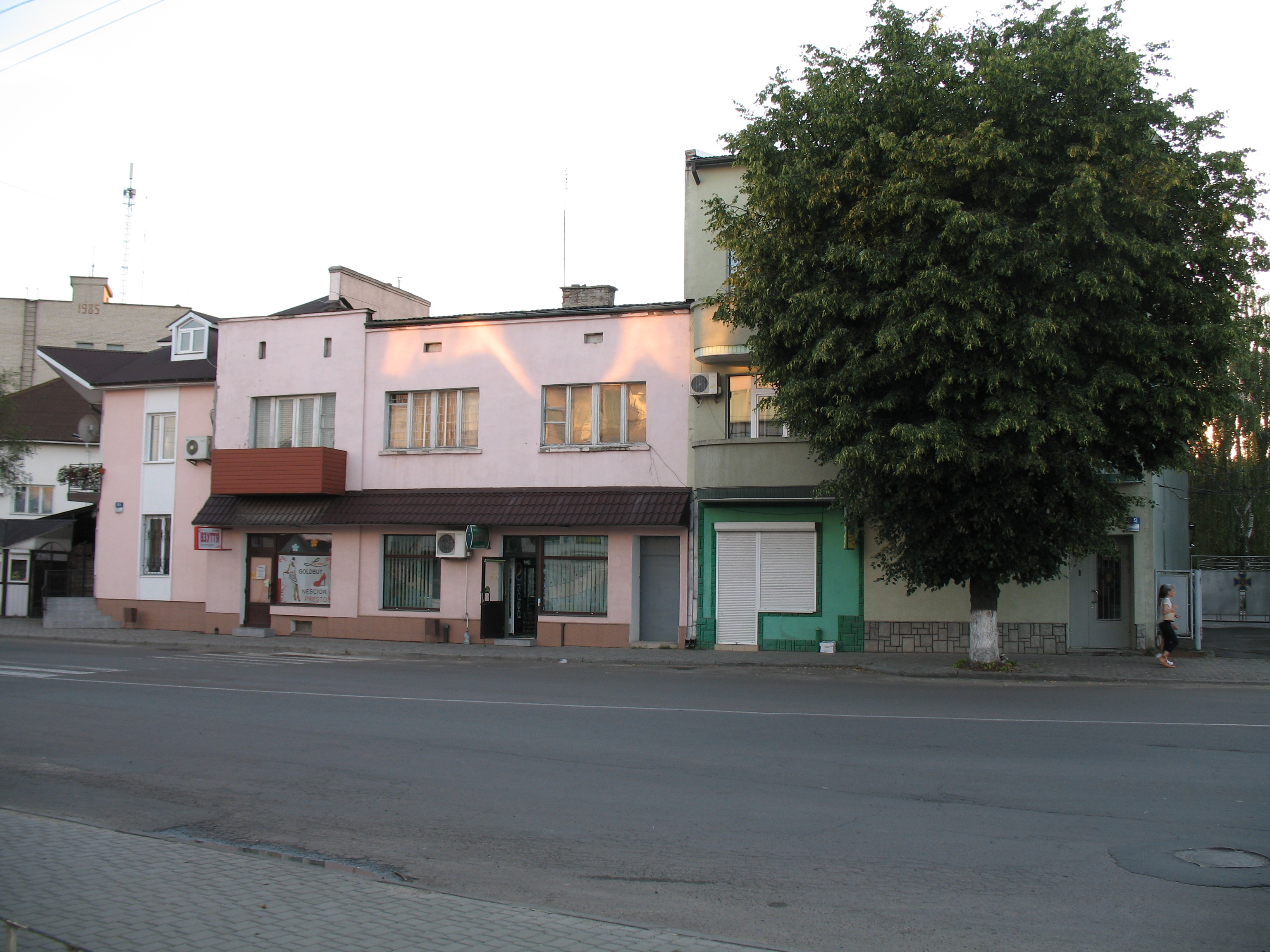
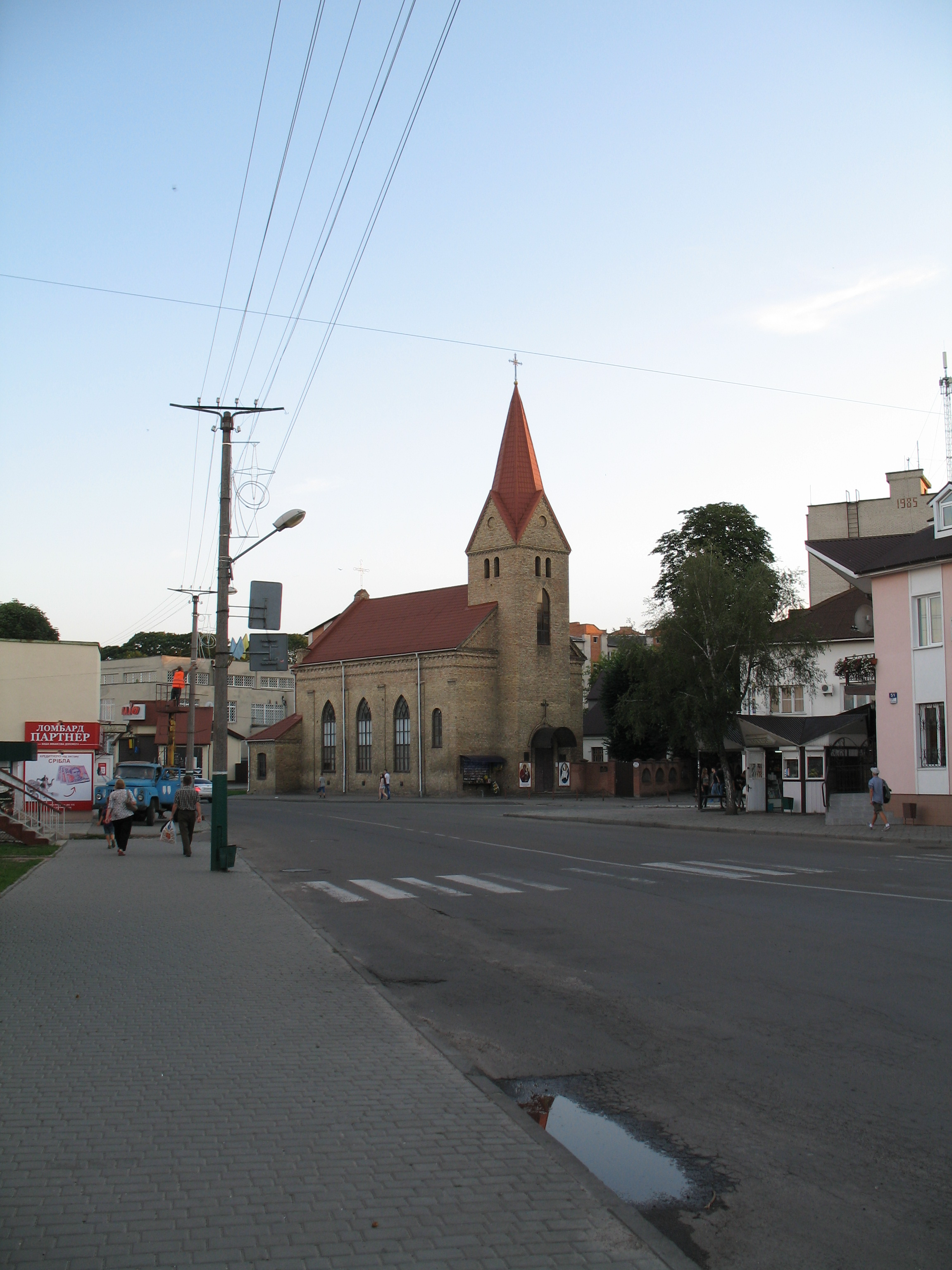
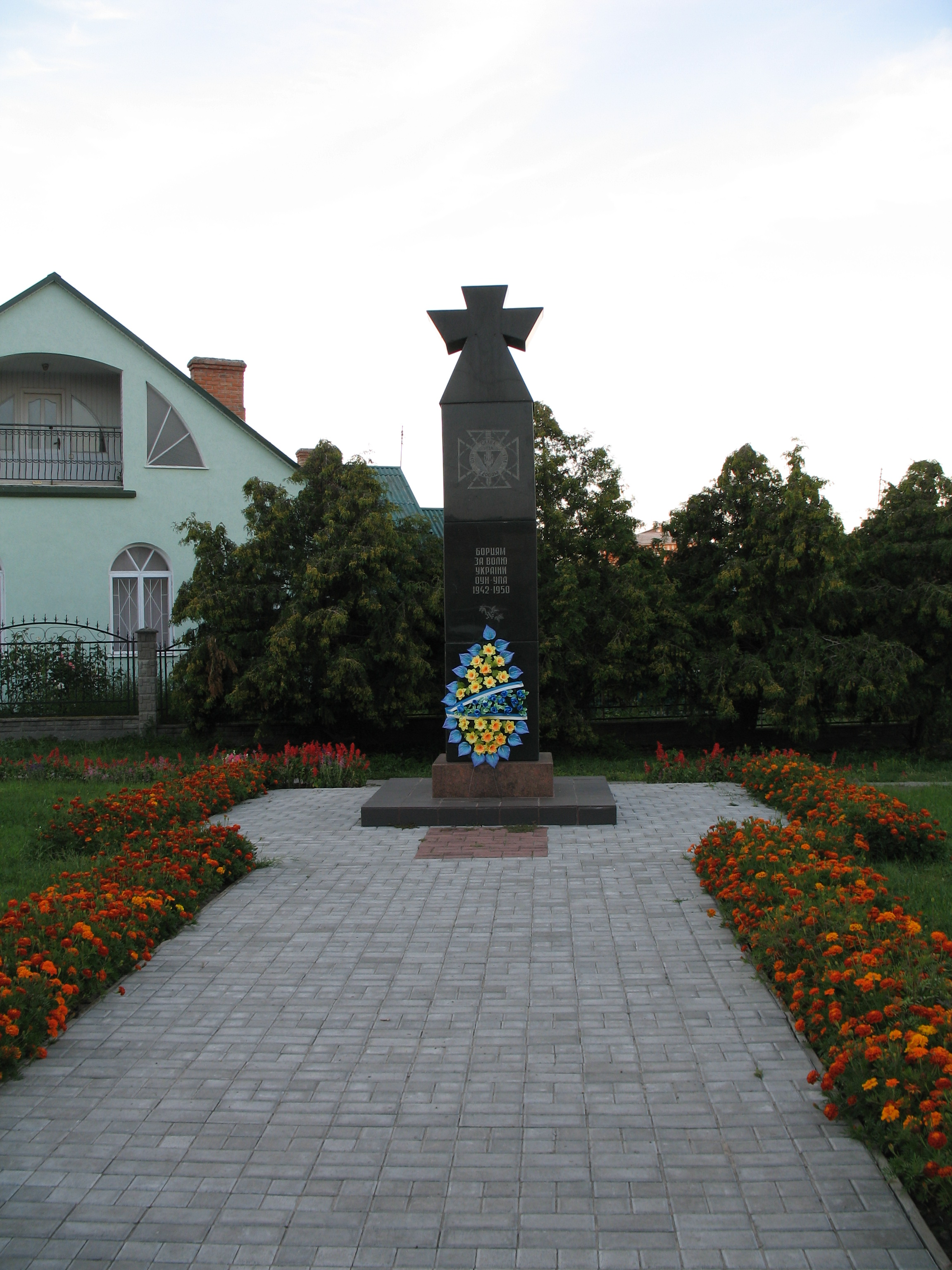
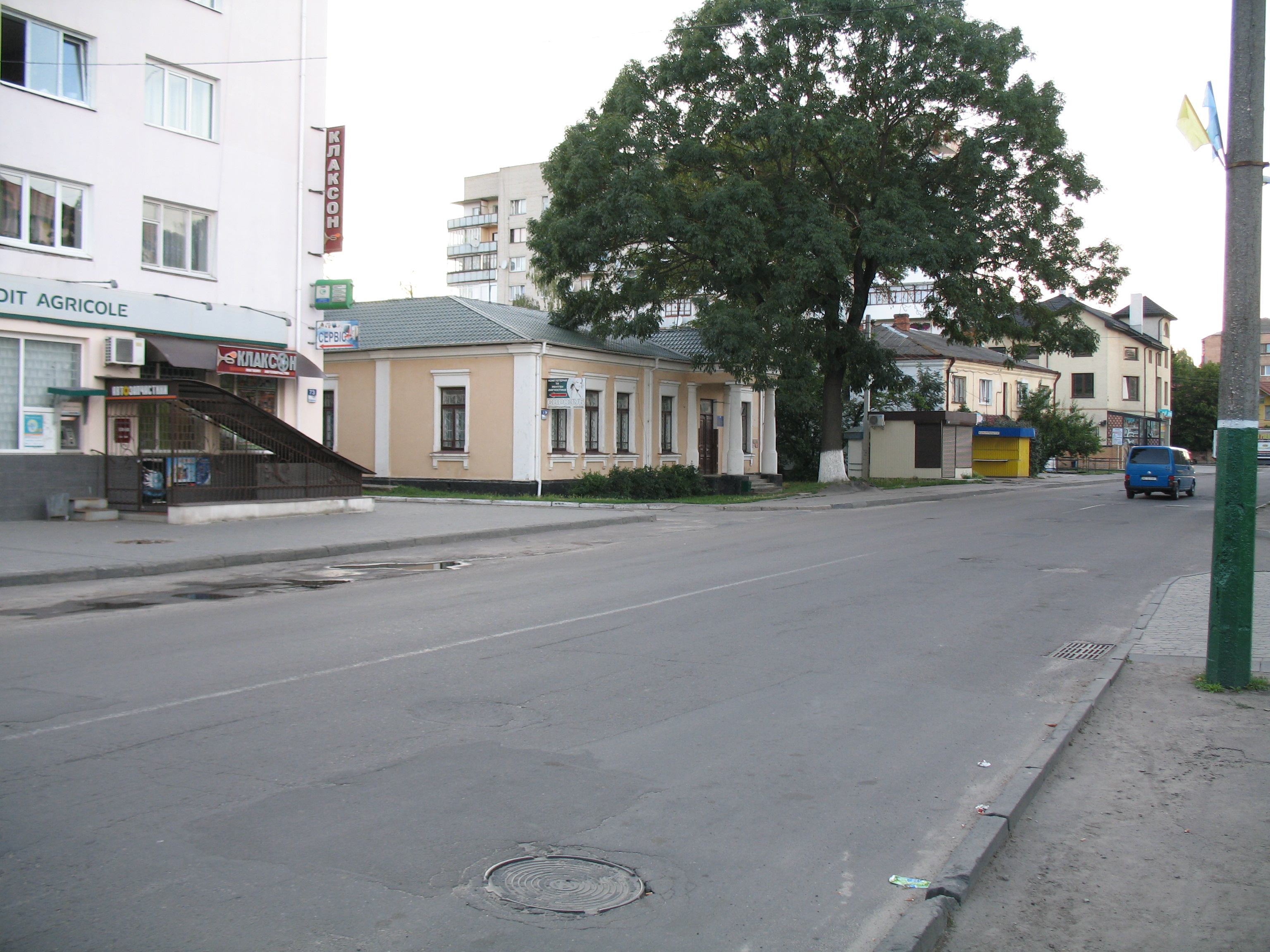
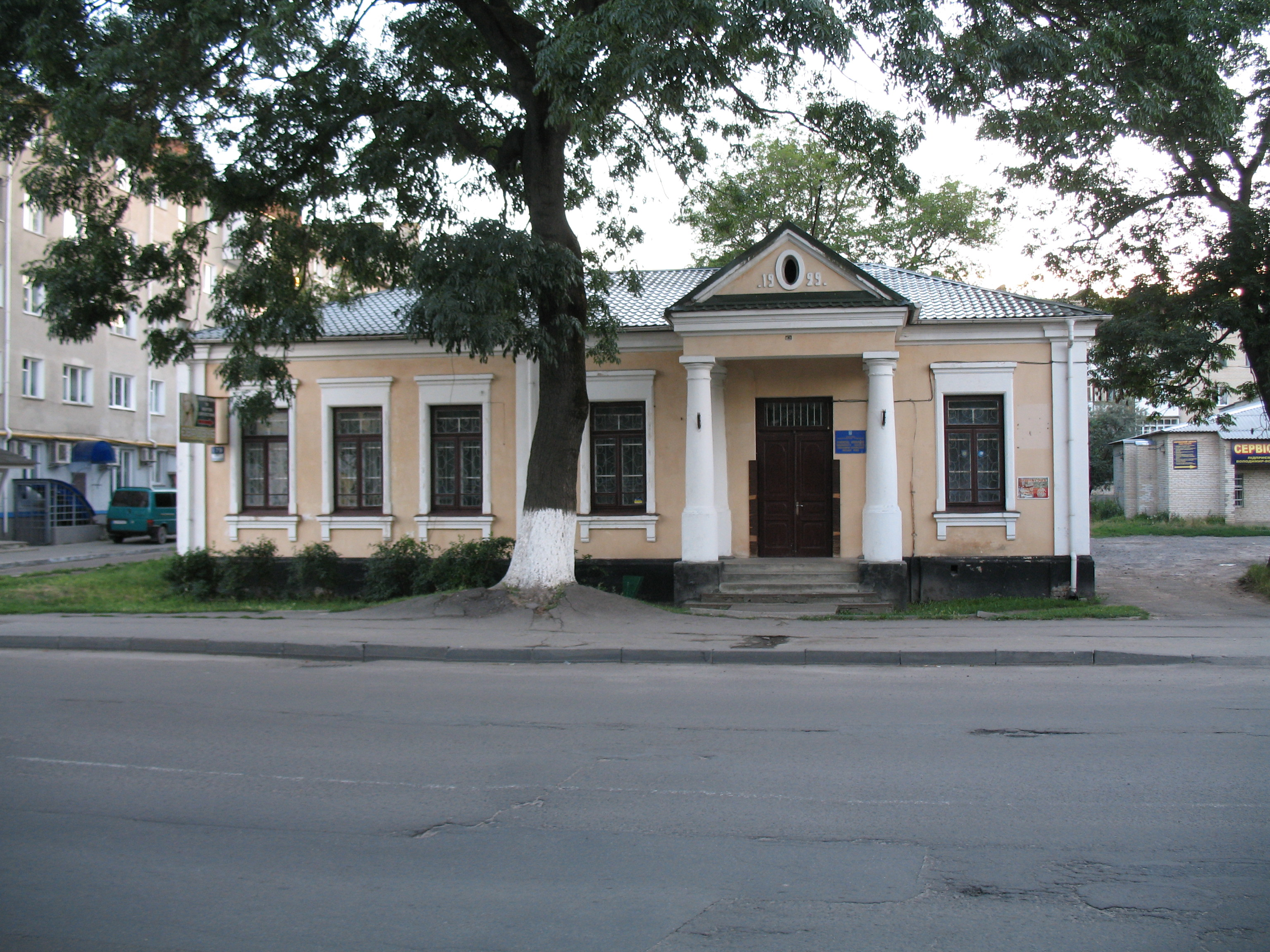
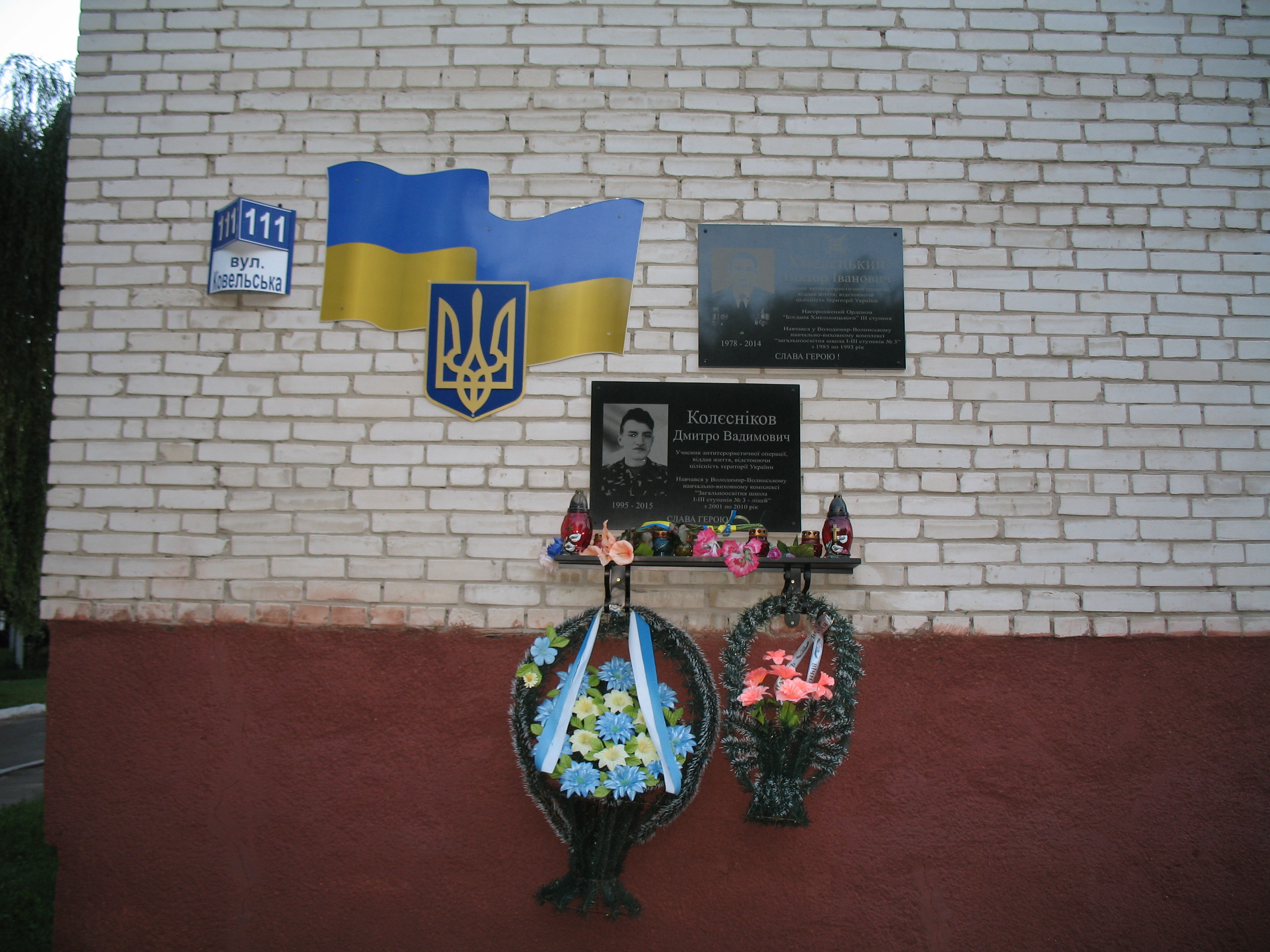
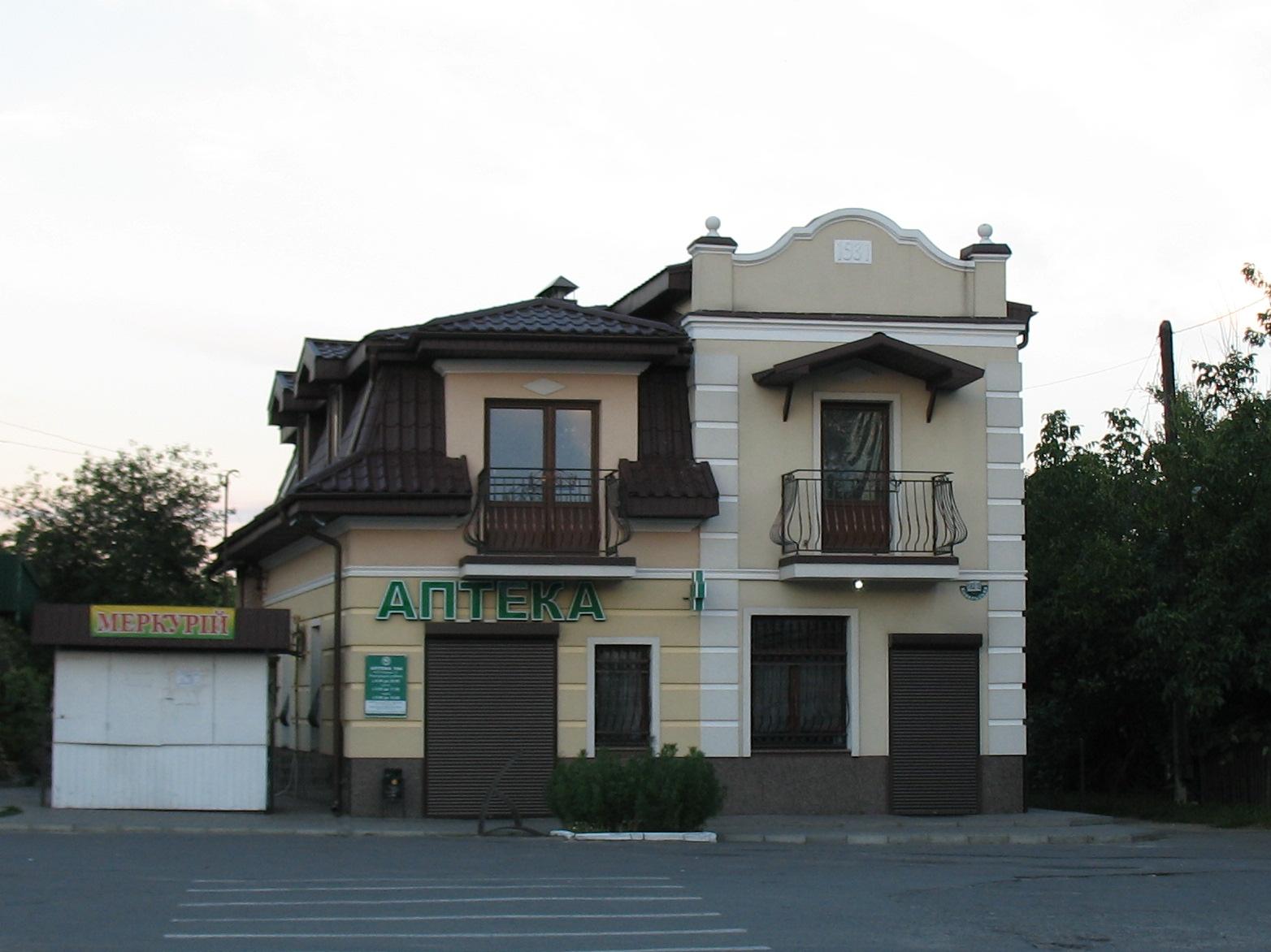
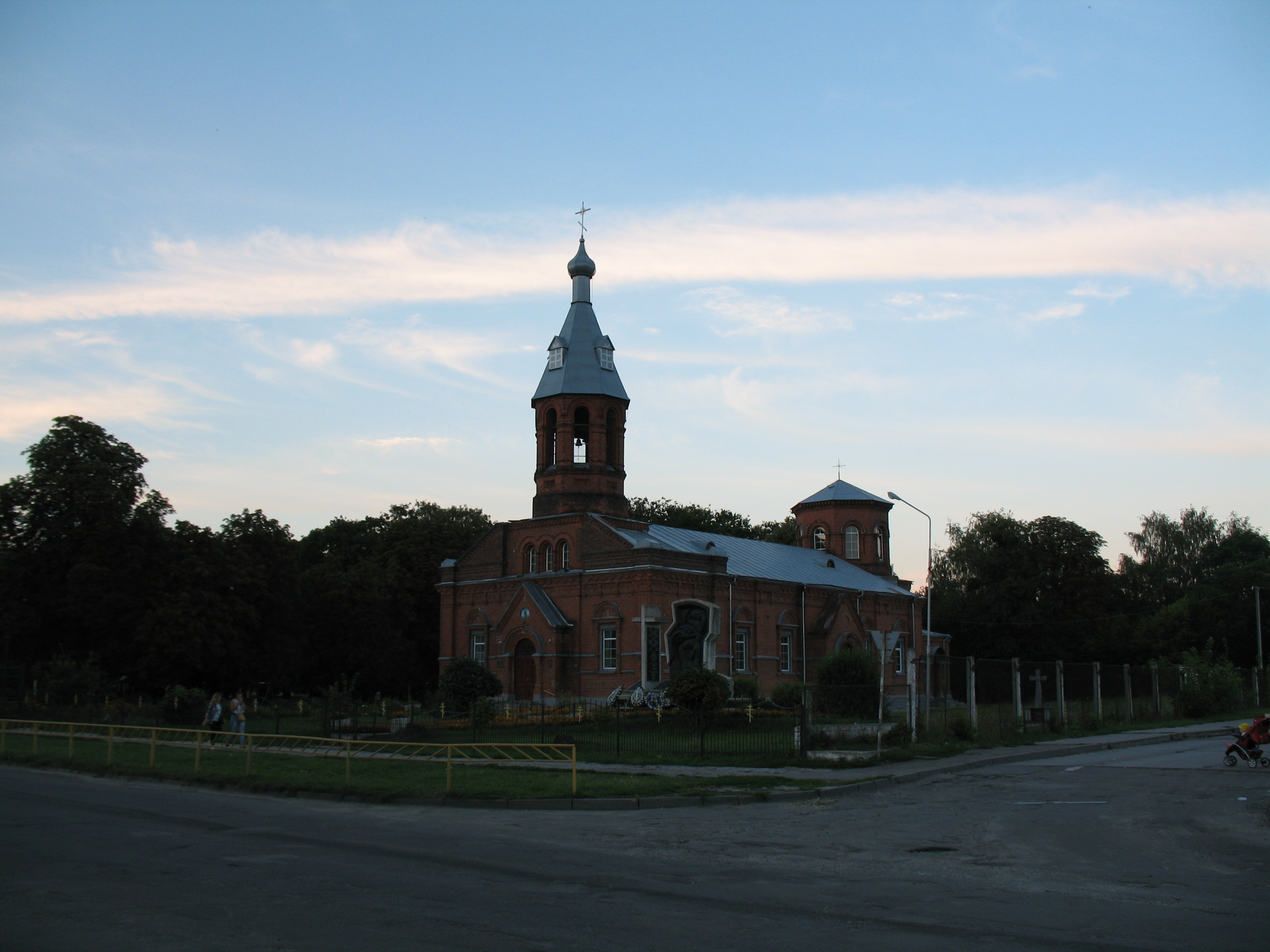
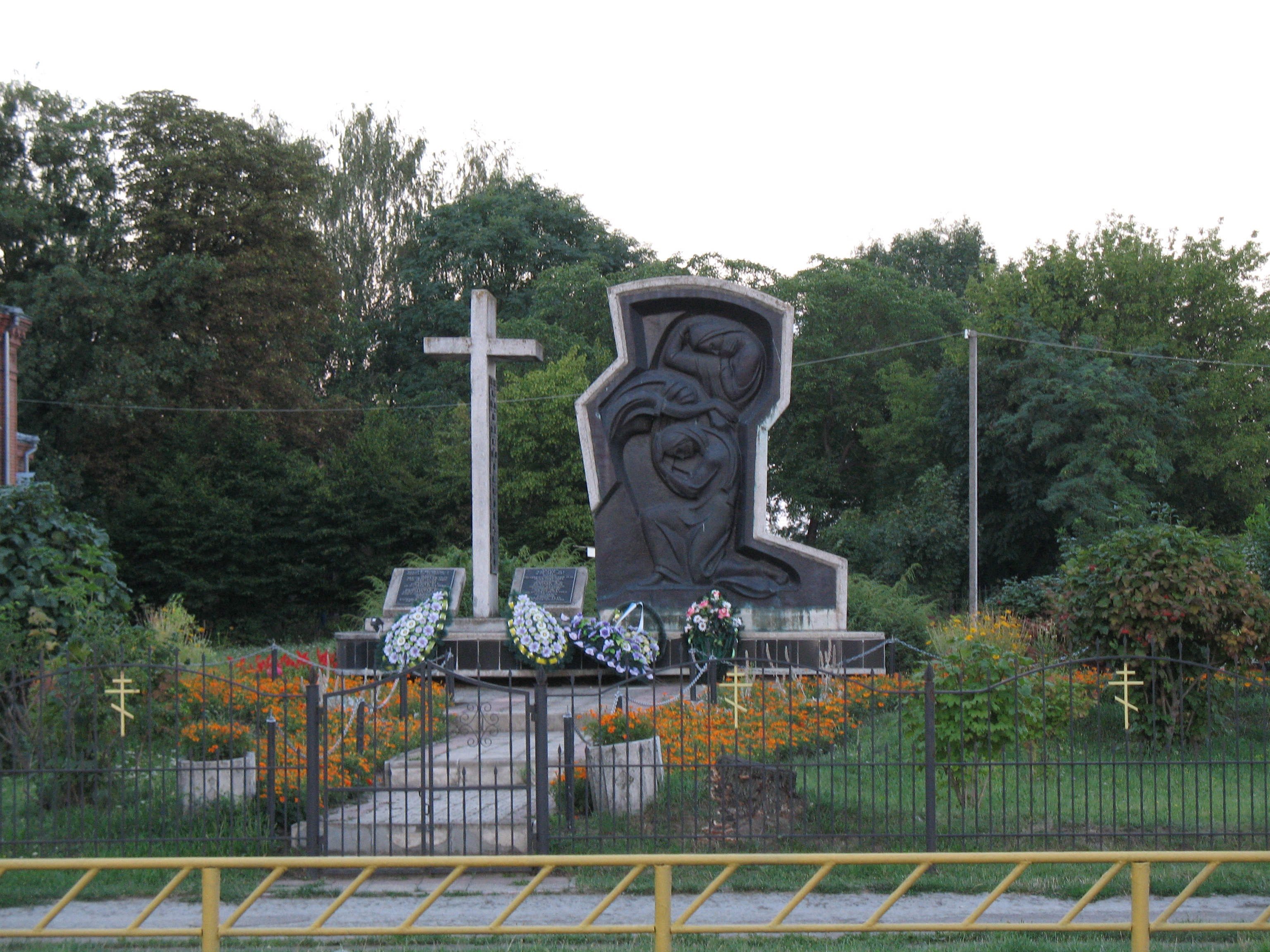